# Partido Republicano da Ordem Social
Der Partido Republicano da Ordem Social (PROS) deutsch: Republikanische Partei der Sozialen Ordnung, war eine politische Partei in Brasilien, die im Jahr 2010 gegründet und 2013 endgültig registriert wurde. Ihre Parteiennummer war 90. Ihre Farben waren Blau und Orange. Im Januar 2023 hatte sie 123.555 Mitglieder.

## Politische Arbeit
Die Partei unterstützte die Präsidentschaftskandidaturen des linksorientierten Partido dos Trabalhadores (PT).bei den Wahlen 2014 (Dilma Rousseff), 2018 (Fernando Haddad) und 2022 (Luiz Inácio Lula da Silva). Während der Regierung von Präsident Jair Bolsonaro hat der PROS bei den Abstimmungen im Nationalkongress (bis April 2021) zu 80 % mit ihm zusammengearbeitet.

## Mandatsträger
Die Partei hatte nach den Wahlen im Oktober 2018 folgende politischen Ämter inne:
- Gouverneure: 0 (von 27 Gouverneuren in Brasilien)
- Bürgermeister: 41 (von 5.568)[3]
- Senatoren: 0 (von 81)[4]
- Bundesabgeordnete: 2 (von 513)[5]
- Staatsabgeordnete: 20 (von 1.059)[6]
- Stadträte: 754 (von 56.810)[7]

## Auflösung
Im Oktober 2022 gab die Partei bekannt, dass sie in Fusionsverhandlungen mit der Partei Solidariedade stehe, nachdem sie bei den Parlamentswahlen in Brasilien 2022 die Sperrklausel nicht erreicht hatte. Am 17. Oktober 2022 wurde jedoch von den nationalen Vorständen beider Parteien beschlossen, dass PROS in die Solidariedade eingegliedert wird. Die Eingliederung wurde am 14. Februar 2023 vom Obersten Wahlgericht ratifiziert.